# Psephoderma
Psephoderma – rodzaj plakodonta przypominającego pokrewne mu Placochelys i Cyamodus.

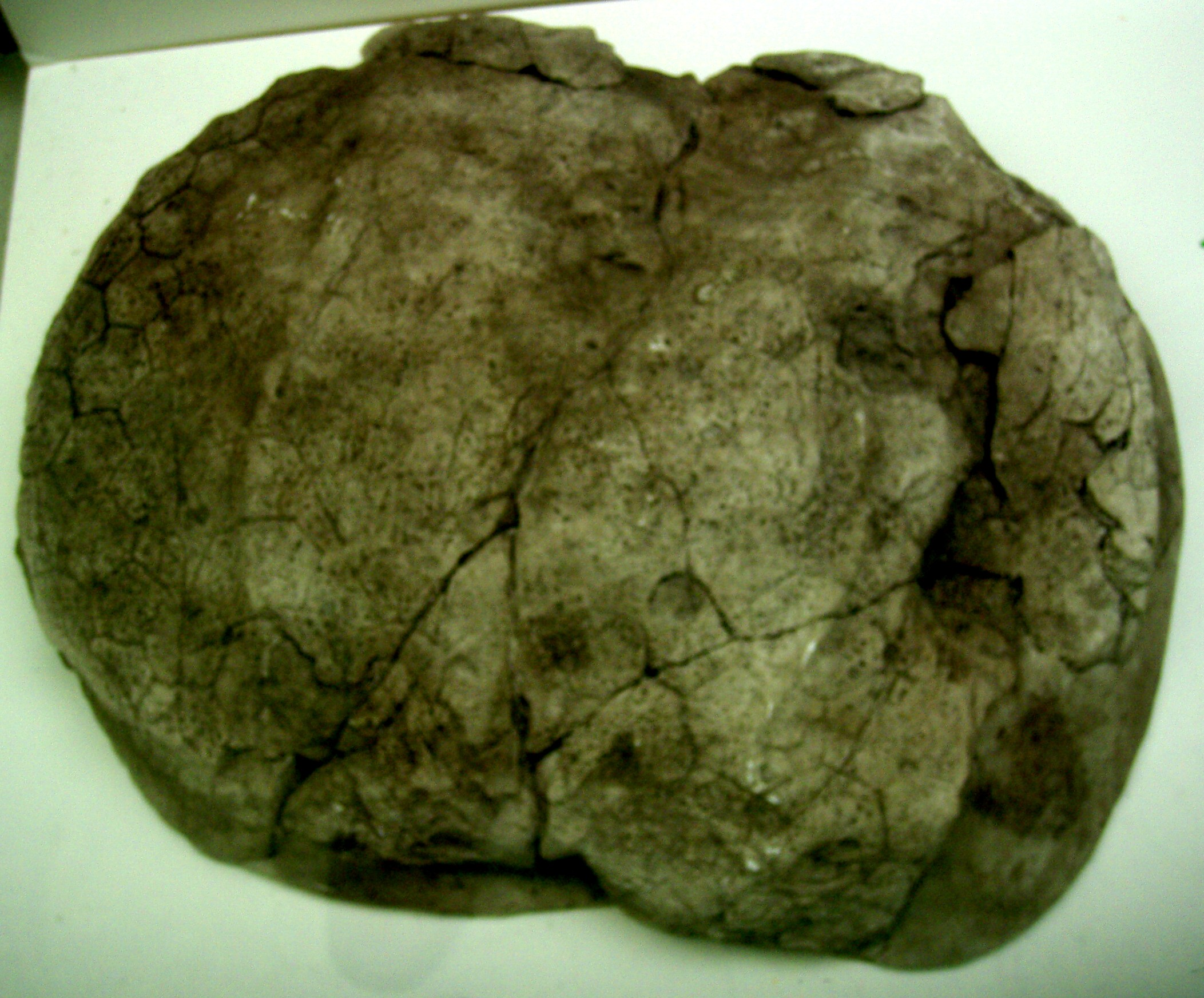
Psephoderma alpinum

Nazwa Psephoderma oznacza "szorstka skóra".
Zwierzę to posiadało spłaszczoną czaszkę z prostym, wąskim dziobem. Szczęki zawierały zaokrąglone zęby wyspecjalizowane w miażdżeniu skorupiaków, którymi żywiło się Psephoderma. Inaczej, niż u innych plakodontów, jego karapaks dzielił się na dwie części. Jedna spoczywała na barkach, druga zaś z tyłu. Zwierzę osiągało 180 cm długości. Żyło w noryku około 223-209 milionów lat temu, będąc jednym z ostatnich plakodontów. Zamieszkiwało morza południowej Europy.